# Saison 2016-2017 du Stade français Paris rugby
Cette page présente la saison 2016-2017 du Stade français Paris rugby en Top 14 et  en Challenge européen.

## Entraîneurs
- Gonzalo Quesada  : directeur sportif
- Simon Raiwalui : entraineur des avants
- Greg Cooper : entraineur des arrières
- Omar Mouneimne : Entraineur de la défense

## La saison

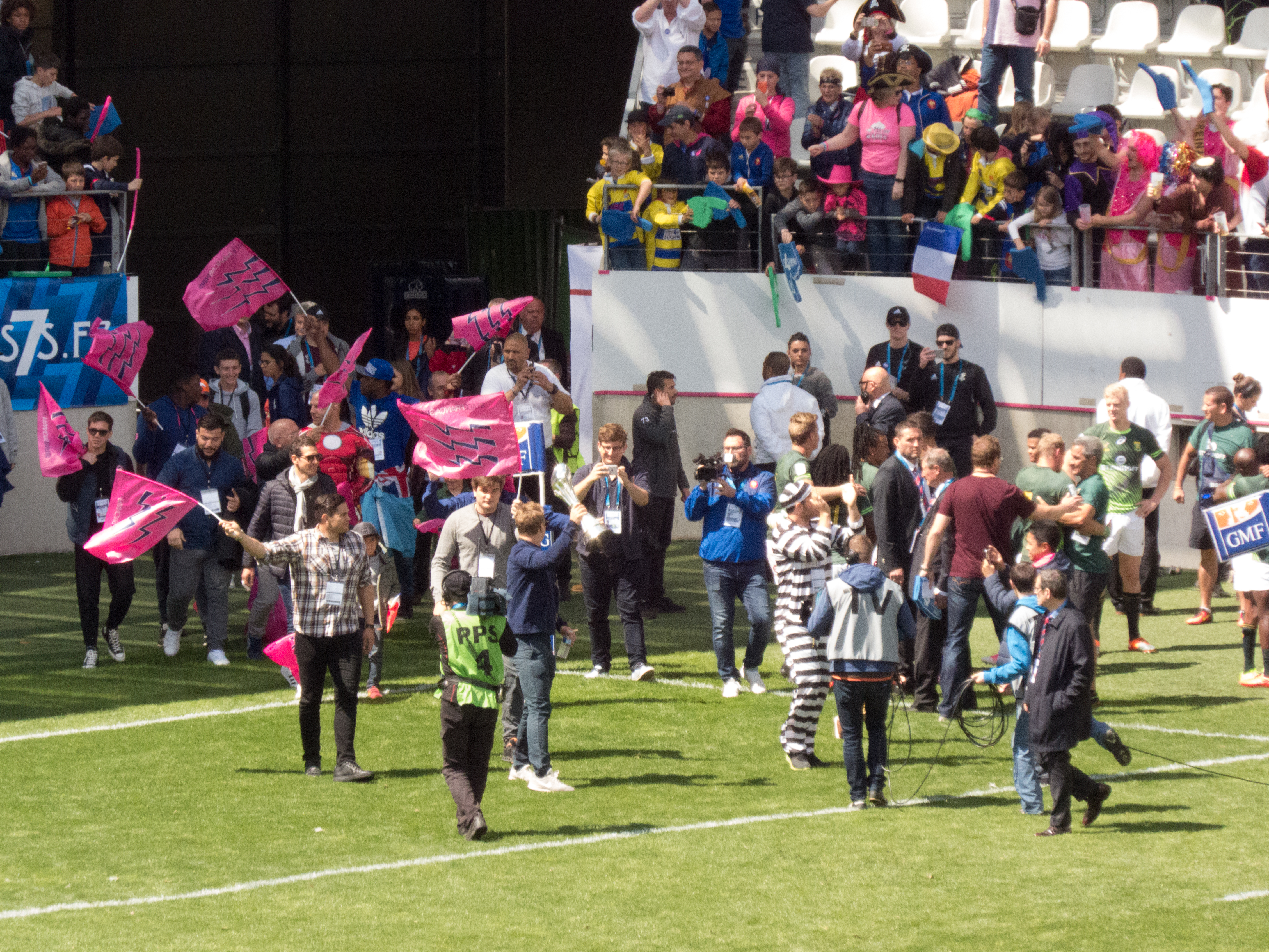
Le Stade français présente le trophée du Challenge européen au public du stade Jean-Bouin deux jours après la finale, dans le cadre du Paris Sevens.

Le 13 mars 2017, alors que le club est 12e du championnat de France, le président Thomas Savare annonce une fusion avec le club voisin du Racing 92, à partir de la saison suivante. Cette fusion est dictée par des raisons économiques

Le 14 mars, farouchement opposés à une fusion, les joueurs du Stade français déposent un préavis de grève illimitée indiquant que la FFR était également totalement opposée à cette fusion. 

Le 17 mars, la LNR annonce que les matchs "Castres - Stade Français et Montpellier - Racing", qui doivent avoir lieu le lendemain, sont reportés aux 22 et 23 avril.

Le 19 mars, face aux réticences et à la grogne des joueurs, de la FFR et du rugby français, le projet de fusion du Stade Français et du Racing 92 est annulé,.
Le 22 mars la FFR annule le report des "Castres - Stade Français et Montpellier - Racing", cette décision provoque une nouvelle polémique,.

## Effectif 2016-2017
| Nom                   | Poste     | Naissance         | Nationalité sportive | Sélections | Dernier club              | Arrivée au club (année) | JIFF |
| --------------------- | --------- | ----------------- | -------------------- | ---------- | ------------------------- | ----------------------- | ---- |
| Paul Alo-Emile        | Pilier    | 21 décembre 1991  | Australie            |            | Melbourne Rebels          | 2015                    | NON  |
| Emmanuel Felsina      | Pilier    | 22 février 1985   | France               |            | Lyon OU                   | 2015                    | OUI  |
| Heinke van der Merwe  | Pilier    | 5 mars 1985       | Afrique du Sud       |            | Leinster Rugby            | 2013                    | NON  |
| Zurab Zhvania         | Pilier    | 23 septembre 1991 | Géorgie              |            | RC AIA Kutaisi (en)       | 2011                    | NON  |
| Rabah Slimani         | Pilier    | 18 octobre 1989   | France               |            | AAS Sarcelles             | 2004                    | OUI  |
| Sakaria Taulafo       | Pilier    | 29 janvier 1983   | Samoa                |            | London Wasps              | 2013                    | NON  |
| Rémi Bonfils          | Talonneur | 26 septembre 1988 | France               |            | PUC                       | 2008                    | OUI  |
| Laurent Sempéré       | Talonneur | 9 juillet 1985    | France               |            | Racing Métro 92           | 2008                    | OUI  |
| Aled de Malmanche     | Talonneur | 11 septembre 1984 | Nouvelle-Zélande     |            | Chiefs                    | 2011                    | NON  |
| Craig Burden          | Talonneur | 13 mai 1985       | Afrique du Sud       |            | Montpellier HR            | 2016                    | NON  |
| Alexandre Flanquart   | 2e ligne  | 9 octobre 1989    | France               |            | Lille Rugby               | 2006                    | OUI  |
| Gerhard Mostert       | 2e ligne  | 29 avril 1986     | Afrique du Sud       |            | Sharks                    | 2011                    | NON  |
| Pascal Papé           | 2e ligne  | 5 octobre 1980    | France               |            | Castres olympique         | 2007                    | OUI  |
| Hugh Pyle             | 2e ligne  | 21 septembre 1988 | Australie            |            | Melbourne Rebels          | 2014                    | NON  |
| Paul Gabrillagues     | 2e ligne  | 3 juin 1993       | France               |            | formé au club             | 2014                    | OUI  |
| Willem Alberts        | 3e ligne  | 11 juin 1984      | Afrique du Sud       |            | Sharks                    | 2015                    | NON  |
| Antoine Burban        | 3e ligne  | 22 juillet 1987   | France               |            | PUC                       | 2006                    | OUI  |
| Raphaël Lakafia       | 3e ligne  | 28 octobre 1988   | France               |            | Biarritz olympique        | 2014                    | OUI  |
| Sylvain Nicolas       | 3e ligne  | 21 juin 1987      | France               |            | Stade toulousain          | 2013                    | OUI  |
| Sergio Parisse (cap.) | 3e ligne  | 13 septembre 1983 | Italie               |            | Benetton Trévise          | 2005                    | NON  |
| Jono Ross             | 3e ligne  | 27 septembre 1990 | Afrique du Sud       |            | Blue Bulls                | 2014                    | NON  |
| Matthieu Ugena        | 3e ligne  | 25 juillet 1995   | France               |            | formé au club             | 2014                    | OUI  |
| Sekou Macalou         | 3e ligne  | 20 avril 1995     | France               |            | Rugby club Massy Essonne  | 2015                    | OUI  |
| Clément Daguin        | Mêlée     | 25 mai 1992       | France               |            | RC Massy                  | 2015                    | OUI  |
| Julien Dupuy          | Mêlée     | 19 décembre 1983  | France               |            | Leicester Tigers          | 2009                    | OUI  |
| Will Genia            | Mêlée     | 17 janvier 1988   | Australie            |            | Queensland Reds           | 2015                    | NON  |
| Meyer Bosman          | Ouverture | 19 avril 1985     | Afrique du Sud       |            | Sharks                    | 2013                    | NON  |
| Jules Plisson         | Ouverture | 20 août 1991      | France               |            | ACBB Boulogne-Billancourt | 2007                    | OUI  |
| Morné Steyn           | Ouverture | 11 juillet 1984   | Afrique du Sud       |            | Bulls                     | 2013                    | NON  |
| Jonathan Danty        | Centre    | 7 octobre 1992    | France               |            | Formé au club             | 2011                    | OUI  |
| Geoffrey Doumayrou    | Centre    | 16 septembre 1989 | France               |            | Montpellier HR            | 2012                    | OUI  |
| Paul Williams         | Centre    | 22 avril 1983     | Samoa                |            | Sale Sharks               | 2011                    | NON  |
| Waisea Nayacalevu     | Ailier    | 26 juin 1990      | Fidji                |            | Melbourne RUFC (en)       | 2012                    | NON  |
| Julien Arias          | Ailier    | 26 octobre 1983   | France               |            | US Colomiers              | 2004                    | OUI  |
| Jérémy Sinzelle       | Ailier    | 2 juillet 1990    | France               |            | RC Toulon                 | 2012                    | OUI  |
| Avenisi Vasuinubu     | Ailier    | 15 avril 1992     | Fidji                |            | Colomiers rugby           | 2015                    | NON  |
| Djibril Camara        | Arrière   | 22 juin 1989      | France               |            | Formé au club             | 2007                    | OUI  |
| Hugo Bonneval         | Arrière   | 19 novembre 1990  | France               |            | Formé au club             | 2009                    | OUI  |

## Calendrier et résultats

### Matchs amicaux[10]
- RC Toulon - Stade français :  40-12

### Top 14
| - Stade français - FC Grenoble - 54-20 - CA Brive - Stade français : 28-20 - Stade français - ASM Clermont : 30-30 - Stade français - Castres olympique : 29-25 - Section paloise - Stade français : 23-6 - Stade toulousain - Stade français : 23-18 - Stade français - Stade rochelais : 31-26 - Racing 92 - Stade français : 29-22 - Stade français - Lyon OU : 25-19 - Union Bordeaux Bègles - Stade français : 37-19 - RC Toulon - Stade français : 31-12 - Stade français - Montpellier HR : 21-17 - Stade français - Aviron bayonnais : 51-5 | - FC Grenoble - Stade français : 44-22 - Stade français - CA Brive : 12-10 - ASM Clermont - Stade français : 46-10 - Castres olympique - Stade français : 33-10 - Stade français - Section paloise : 51-16 - Stade français - Stade toulousain : 15-18 - Stade rochelais - Stade français : 37-18 - Stade français - Racing 92 : 27-23 - Lyon OU - Stade français : 35-33 - Stade français - Union Bordeaux Bègles : 32-9 - Stade français - RC Toulon : 17-11 - Montpellier HR - Stade français : 27-26 - Aviron bayonnais - Stade français : 16-32 |

| Rang | Club                  | J  | V  | N | D  | Bo | Bd | Pm  | Pe  | Diff | Pts |
| ---- | --------------------- | -- | -- | - | -- | -- | -- | --- | --- | ---- | --- |
| 1    | Stade rochelais       | 26 | 17 | 3 | 6  | 6  | 5  | 707 | 498 | +209 | 85  |
| 2    | ASM Clermont          | 26 | 15 | 3 | 8  | 8  | 4  | 800 | 562 | +238 | 78  |
| 3    | Montpellier HR        | 26 | 16 | 0 | 10 | 7  | 5  | 750 | 564 | +186 | 76  |
| 4    | RC Toulon             | 26 | 14 | 2 | 10 | 5  | 4  | 674 | 511 | +163 | 69  |
| 5    | Castres olympique     | 26 | 13 | 1 | 12 | 5  | 4  | 667 | 509 | +158 | 63  |
| 6    | Racing 92 (T)         | 26 | 14 | 1 | 11 | 3  | 1  | 586 | 616 | -30  | 62  |
| 7    | Stade français Paris  | 26 | 12 | 1 | 13 | 5  | 4  | 643 | 638 | +5   | 59  |
| 8    | CA Brive              | 26 | 13 | 1 | 12 | 0  | 4  | 577 | 634 | -57  | 58  |
| 9    | Section paloise       | 26 | 12 | 1 | 13 | 2  | 5  | 604 | 701 | -97  | 57  |
| 10   | Lyon OU (P)           | 26 | 11 | 2 | 13 | 3  | 4  | 573 | 632 | -59  | 55  |
| 11   | Union Bordeaux Bègles | 26 | 11 | 1 | 14 | 2  | 6  | 569 | 581 | -12  | 54  |
| 12   | Stade toulousain      | 26 | 11 | 0 | 15 | 3  | 6  | 537 | 561 | -24  | 53  |
| 13   | FC Grenoble           | 26 | 7  | 1 | 18 | 2  | 6  | 611 | 852 | -241 | 38  |
| 14   | Aviron bayonnais (P)  | 26 | 6  | 3 | 17 | 0  | 0  | 466 | 905 | -439 | 30  |

### Coupe d'Europe
Dans le Challenge européen le Stade français fait partie de la poule 5 et est opposé aux Anglais des Harlequins, aux Roumains du Timișoara Saracens et Écossais d'Édimbourg.
| - Harlequins - Stade français : 43-21 - Stade français - Timișoara Saracens : 27-0 - Édimbourg - Stade français : 28-23 | - Stade français - Harlequins : 27-17 - Timișoara Saracens - Stade français : 0-28 - Stade français - Édimbourg : 26-20 |

Avec 4 victoires et 2 défaites, le Stade français termine 2e de la poule 5 et qualifié pour les quarts de finale.
| Rang | Équipe               | J | V | N | D | Em | Ee | Bo | Bd | Pm  | Pe  | Diff | Pts |
| ---- | -------------------- | - | - | - | - | -- | -- | -- | -- | --- | --- | ---- | --- |
| 1    | Édimbourg Rugby      | 6 | 5 | 0 | 1 | 30 | 15 | 3  | 1  | 215 | 122 | +93  | 24  |
| 2    | Stade français Paris | 6 | 4 | 0 | 2 | 20 | 16 | 3  | 1  | 151 | 125 | +26  | 20  |
| 3    | Harlequins           | 6 | 3 | 0 | 3 | 34 | 14 | 4  | 2  | 277 | 140 | +137 | 18  |
| 4    | Timișoara Saracens   | 6 | 0 | 0 | 6 | 2  | 41 | 0  | 0  | 26  | 259 | -233 | 0   |

#### Phases finales
Quarts de finale
- Ospreys -  Stade français :  21-25

Demi Finale
- Stade français -  Bath :  28-25

Finale
- Stade français -  Gloucester RFC :  25-17